# زیردریایی یو-۵۶۵
زیردریایی یو-۵۶۵ (به انگلیسی: German submarine U-565) یک زیردریایی بود که طول آن ۶۷٫۱ متر (۲۲۰ فوت ۲ اینچ) بود. این زیردریایی در سال ۱۹۴۱ ساخته شد.